# Долина Героев (Карелия)
Долина Героев — мемориальный комплекс захоронений павших в советско-финских войнах 1939—1940 и 1941—1944 годов советских воинов. Находится к северу от города Питкяранта в районе бывших хуторов Северное и Южное Леметти на месте ожесточённых боёв советско-финских войн.
Две первые братские могилы советских воинов были устроены летом 1940 года после окончания войны 1939—1940 годов. Новые братские могилы были устроены после окончания войны 1941—1944 годов.
Комплекс захоронений периода войны 1941—1944 годов включает 4 братских и 1 одиночную могилы советских воинов, погибших в ходе Свирско-Петрозаводской наступательной операции войск Карельского фронта.
В этих могилах покоятся останки свыше 2000 советских воинов.
27 июня 2000 года в урочище Питкякангас в Долине Героев был установлен памятный Крест Скорби. Это шестиметровый чугунный крест, с двух сторон которого изображены женские фигуры, олицетворяющие матерей, скорбящих по погибшим сыновьям.
С начала 2000-х годов силами российских поисковых отрядов были найдены на территории Питкярантского района и захоронены на территории мемориального комплекса останки 1095 воинов.
В сентябре 2020 года на территории комплекса прошла церемония открытия и освящения Часовни-памятника во имя святого благоверного великого князя Александра Невского в память о воинах, павших в боях за освобождение карельской земли в годы Великой Отечественной войны, и мемориала «Неизвестному солдату».